# 女媧傳說之靈珠
《女媧傳說之靈珠》，又可稱靈珠 (The Holy Pearl)、靈珠傳奇，是2010年中國内地開拍的電視劇，當中包括神話、古裝、穿越等題材，由北京拉風影視投資有限公司制作，自2011年3月20日 江蘇衛視播出後，陸續也在各地地方台、衛視播放；主演有鍾欣潼、譚耀文、蒲巴甲。2011年4月25日起，週一至週四晚上八點台視播出。

## 劇情簡介
一段穿越千年的戀情，嘗盡了人間的酸甜苦辣；

一場驚天動地的人妖之戀，道盡了三界的兒女情長。

親如手足的姐妹為情而互相殘殺；

同父異母的兄弟為權利地位反目成仇。

今生相遇前世演繹全新的人妖情未了！

美麗的天池湖畔，一位清新脫俗的少女，正在期待心上人的到來。

誰知姍姍來遲的他卻突然偷襲，將少女打成重傷……

丁瑤再次從噩夢中驚醒。這怪夢已經纏繞了她二十年。每當她試圖想看清那個擊傷她的人時，就會猛然驚醒。

因為好奇，丁瑤無意轉動了父親考古時帶回來的古代南越國至尊之寶——九星輪。

不料九星輪突然發出異彩，霎那間天昏地暗、風雲變色、電閃雷鳴，形成強大的氣流，將丁瑤捲入超時空漩渦中。

## 播出時間

### 地方台
| 頻道         | 所在地 | 播放日期      | 播出時間           |
| ------------ | ------ | ------------- | ------------------ |
| 四川公共頻道 | 中国   | 2011年1月16日 | 每週一至週五19：15 |
| 天津濱海頻道 | 中国   | 2011年2月13日 | 每週一至週五21：15 |
| 廣東珠江頻道 | 中国   | 2011年2月21日 | 每週一至週五19：05 |

### 中國衛視及海外(首播)
| 頻道                     | 所在地 | 播放日期      | 播出時間           |
| ------------------------ | ------ | ------------- | ------------------ |
| 江蘇衛視                 | 中国   | 2011年3月20日 | 每週一至週四20：00 |
| 台視（數位頻道同步播出） | 臺灣   | 2011年4月25日 | 每週一至週四20：00 |
| 緯來電影台               | 臺灣   | 2011年7月14日 | 每週一至週五20：00 |
| 廣東衛視                 | 中国   | 2012年1月5日  | 每週一至週五10：00 |
| 四川衛視                 | 中国   | 2012年1月9日  | 每週一至週五12：20 |
| 東南衛視                 | 中国   | 2012年2月14日 | 每週一至週日22：50 |
| ch7                      | 泰國   | 2013年8月8日  | 每週三-週五08.30   |

### 中國衛視及海外(重播)
| 頻道                     | 所在地 | 播放日期       | 播出時間           |
| ------------------------ | ------ | -------------- | ------------------ |
| 台視（數位頻道同步播出） | 臺灣   | 2011年4月26日  | 每週一至週四24：10 |
| 台視（數位頻道同步播出） | 臺灣   | 2011年4月26日  | 每週一至週四14：30 |
| 江蘇衛視                 | 中国   | 2011年4月30日  | 每週一至週日09：00 |
| 江蘇衛視（高清）         | 中国   | 2011年4月30日  | 每週一至週日09：00 |
| 台視綜合台               | 臺灣   | 2011年12月25日 | 每週六至週日19：00 |
| 廣東衛視                 | 中国   | 2012年2月25日  | 每週六至週日13：09 |

## 登場人物

### 主要角色
| 演員   | 角色                 | 介紹 | 結局   | 登場 |
| 鍾欣潼 | 丁瑤                 | 瑤瑤（綽號） 歷史系學生 仙樂之前世 問天之妻 丁勉之女 蒼龍之次媳 蜀王之外甥媳 雨蝶之表嫂 丁豹之母 慕蓮之妯娌兼好友 林清、聽琴之好友 仙樂之元神 榮狄之手下兼前暗戀對象 劇情發展 丁瑤在幫父親做研究課題時誤入九星輪，結果穿越時空回到了三千年前，並在古洞裡遇到了被封印的問天！她救下問天的同時得到能夠令天下群妖喪膽的鎮妖瓶，引得各路妖魔前來搶奪，混亂中，鎮妖瓶破碎，化為12顆靈珠散落四方，引得三界震動，丁瑤為彌補自己的過失，毅然決定與問天一起去尋找十二顆靈珠！一場前世今生的戀情就此展開。最終與問天有一子。 | 回現代 |      |
| 鍾欣潼 | 白矖/白嬉(台譯) 仙樂 | 大祭司(眾人稱) 白矖師姐(魔音稱) 上古時代女媧座前左護法白矖，下凡轉世為仙樂 南越大祭司丁瑤之前世 魔音之師姐兼情敵 丁瑤之元神 問天之前對象 女媧之大弟子傳人 蒼龍、鳳凰公主之好友 仙逝 劇情發展 心懷慈悲，眼見上古年間，人間混亂，妖魔為禍，她毅然懇請天帝讓自己下界拯救蒼生！仙樂下界除妖，在女媧神殿請出鎮妖瓶，終平三界之亂，使人間恢復太平。仙樂留戀人間，於是請旨永駐人間，成為南國大祭祀。最後與榮狄復合，卻跟隨女媧。                                                                                          | 仙逝   |      |
| 蒲巴甲 | 問天                 | 龍族二殿下 曾喜歡仙樂 丁瑤之夫 仙樂之前暗戀對象 蒼龍之次子 蜀王之外甥 丁豹之父 丁勉之女婿 雨蝶之表哥 慕蓮同父異母之小叔兼好友 榮狄之前情敵，后和好 劇情發展 問天是父親蒼龍與一凡間女人所生，母親為蜀國公主。 由於他有一半的妖族血統，所以為人類所不齒；但同時又因為他具有一半人類的血統，亦為妖族所不容；故自幼遭盡白眼，問天親眼看著母親被人殺害，卻無能為力，幼小的他發誓要成為強大的妖精，才能保護自己及身邊的人。最終與丁瑤有一子。                                                                            |        |      |
| 譚耀文 | 榮狄王               | 南越國王 曾喜歡丁瑤 靈父之長子 靈祖之長孫 仙樂之夫，曾反目，第36集復合 魔音之前男友 丁瑤之前暗戀對象 劇情發展 南越規矩，新一代國王登基前，必須前去聖廟參拜，由大祭祀運用九星輪占卜未來的吉凶。榮狄卻對大祭祀仙樂一見鍾情，一再表示要娶她為后！一直暗戀榮狄的魔音大為光火，於是設計陷害仙樂，施法術迷惑榮狄，但無論她無何做，榮狄心中始終不能忘懷仙樂，最后與仙樂復合。 |        |      |
| 劉庭羽 | 騰蛇 魔音            | 魔音大祭司（眾人稱） 上古大神女媧座前右護法騰蛇，下凡轉世為魔音，后為南越國女祭祀 曾喜歡榮狄 女媧之二弟子 聽琴之师父，后反目，最后和好 鳳凰公主之好友 時幽冥之前合作對象，后反目 衛遼之前合作對象兼暗戀對象 劇情發展 表面溫柔敦厚，察察為明，實際城府深沉，一直嫉妒仙樂的美麗與法力，認為仙樂搶走了自己的心上人，為情所困的魔音遁入了魔道，與幽冥鬼帝時幽冥聯手，陷害問天，重傷仙樂，結果仙樂臨死前將鎮妖瓶與問天一同封印，只等有緣之人到來，重新開啟鎮妖瓶，拯救蒼生。                                            | 仙逝   |      |

### 南越
| 演員   | 角色                 | 介紹 | 結局         | 登場         |
| 郭珍霓 | 慕蓮                 | 南越巫女 南越女王 無道之妻 蒼龍之長媳 問天同父異母之大嫂兼好友 丁豹同父異母之伯母 榮狄之手下 雨蝶之閏蜜 丁瑤之妯娌兼好友 聽琴之好友 喜歡無道 劇情發展 家族世代守護女媧陵墓—鎮妖瓶乃女媧所鑄，用來震懾四方妖孽！幽冥鬼帝時幽冥為奪鎮妖瓶，殺害慕蓮一族，為報血海深仇，慕蓮與問天、丁瑤、無道等人聯手，準備尋回十二靈珠，重鑄鎮妖瓶，為世間剷除妖患。 |              |              |
| 朱紫汶 | 聽琴                 | 魔音大祭祀駕前首席弟子 江寒之妻 榮狄之前手下 慕蓮之手下 丁瑤、慕蓮之好友 榮狄之重臣 劇情發展 自小是孤兒，被魔音收養，對魔音、對南越始終忠心耿耿。對魔音的一些所作所為十分看不慣，但礙於師徒情誼，無法表露。後魔音投靠魔族，自此與魔音決裂，站到問天和丁瑤一邊，後擁立慕蓮為南越女王 。                                                              |              |              |
| TAE    | 衛遼                 | 南越大將軍 胡姬之夫 靈父之次子 靈公之次孫 榮狄之胞弟 時幽冥之手下 蜀王之前指婚對象 雨蝶相親對象 劇情發展 本為南越第一勇將，卻因為利欲熏心起兵反叛，最後被逐出南越，一怒下投了魔族，成為魔族大將軍，後來因與胡姬聯手反抗時幽冥，被時幽冥拿走了心，從此成為一具行屍走肉，淪入魔道，成為時幽冥的忠實爪牙。在第35集被榮狄与魔音聯手殺死。               | 死亡         |              |
| 鄧捷   | 江寒                 | 南越將軍 御前侍衛 聽琴之夫 榮狄之前手下 慕蓮之手下 榮狄之重臣 對榮狄忠心耿耿，後擁立慕蓮為南越女王 |              |              |
| 高海   | 副侍衛長             | 御前侍衛 江寒之好友 榮狄之前手下 慕蓮之手下 對榮狄忠心耿耿，後擁立慕蓮為南越女王 |              |              |
| 譚耀文 | 榮狄                 | 詳見主要角色 | 詳見主要角色 | 詳見主要角色 |
| 劉庭羽 | 騰蛇 魔音            | 詳見主要角色 | 詳見主要角色 | 詳見主要角色 |
| 鍾欣潼 | 白矖/白嬉(台譯) 仙樂 | 詳見主要角色 | 詳見主要角色 | 詳見主要角色 |
| 劉娜萍 | 胡姬                 | 詳見魔族 | 詳見魔族     | 詳見魔族     |

### 魔族
| 演員   | 角色     | 介紹 | 結局     | 登場     |
| 孫興   | 時幽冥   | 鬼帝（胡姬、衛遼稱） 幽鬼老弟（蛟龍稱） 上古四大神獸之朱雀神君下凡 魔族首領 幽冥宮宮主 幽冥鬼帝 蛟龍之合作對象 胡姬之前上司 衛遼之上司 鬼王之競爭對手，與其不和 劇情發展 曾經喜歡過仙樂，外表看起來和藹儒雅，其實內心陰險狡詐；不發怒的時候平和可親；發怒的時候陰冷可怕。化身時幽冥，自封鬼帝，一統魔族。在第22集打傷雨蝶，被仙樂、胡姬、魔音、衛遼、問天、無道等人打退時跑路。在第24集假裝去鳳凰宮療傷，疑似想欺騙利用鳳凰公主。在第36集被無道和問天和慕蓮聯手殲滅。 | 殲滅     |          |
| 劉娜萍 | 胡姬     | 魔族掌旗使 魔族女王 衛遼之妻 靈父之次媳 靈公之次孫媳 榮狄之弟媳 仙樂之妯娌 時幽冥之前手下 憎恨時幽冥 劇情發展 性感嫵媚的狐妖，本性善良，足智多謀，本是三山五嶽得道的精靈，時幽冥自封鬼帝，不得不被迫為他效命，一直尋求機會推翻時幽冥，後得衛遼相助，終於趕走時幽冥，成為魔族女王。但時幽冥傷好後重新得回幽冥宮，並將她的心取走，以做要挾。自心被拿走的一刻起，胡姬誓與時幽冥不共戴天。在第36集跑路，且被時幽冥杀害。                                                  | 死亡     |          |
| TAE    | 衛遼     | 詳見南越 | 詳見南越 | 詳見南越 |
| 李依馨 | 巫山鬼母 | 詳見鬼族 | 詳見鬼族 | 詳見鬼族 |

### 龍族
| 演員   | 角色 | 介紹 | 結局         | 登場         |
| 待查中 | 蒼龍 | 龍族族主 蜀國駙馬 蜀國公主之夫 蜀王之女婿 無道、問天之父 丁豹之祖父 雨蝶之姑父 慕蓮、丁瑤之公公 蛟龍之前主子 女媧、仙樂之好友 已仙逝 | 劇前仙逝     | 15           |
| 張磊   | 蛟龍 | 本座（自稱） 蛟龍門掌門 龍族將軍 龍族之叛徒 蒼龍之前手下 問天、無道之債主 時幽冥之合作對象 劇情發展 兇殘成性，作惡多端，興風作浪，殘害無數生靈，法力無邊，嗜好吃人肉。一千年前被蒼龍和仙樂大祭司封印於枯井里，後來被時幽冥放出，假扮老人，並找問天算帳。 被問天和無道聯手殺死，在第20集死去。 | 死亡         | 19-20        |
| 蔣毅   | 無道 | 殿下、無道殿下（九鬼稱） 龍族大殿下 龍族掌管者 曾喜歡雨蝶 慕蓮之夫 蒼龍之長子 問天同父異母之哥哥 丁豹同父異母之伯伯 雨蝶之暗戀对象 劇情發展 純正的龍族血統 所以無道冷酷無情，視人命如同草芥！無道認為，自己一生的恥辱就是有一個半人半妖的弟弟問天，而且他覺得父親似乎十分偏向這個弟弟——臨終前將龍族聖物三叉戟留給了問天！這是無道不能原諒的，我是長子且血統純正，為什麼不把龍族聖物留給我。所以兄弟倆的關係十分惡劣，曾與時幽冥勾結過。后來與問天和好，與問天與慕蓮一起消滅時幽冥。 |              |              |
| 孫曉天 | 九鬼 | 九鬼大哥（雨蝶稱） 龍族大臣 龍族將軍 無道之手下 雨蝶之好友 對無道忠心耿耿。 |              |              |
| 蒲巴甲 | 問天 | 詳見主要角色 | 詳見主要角色 | 詳見主要角色 |
| 鍾欣潼 | 丁瑤 | 詳見主要角色 | 詳見主要角色 | 詳見主要角色 |
| 郭珍霓 | 慕蓮 | 詳見南越 | 詳見南越     | 詳見南越     |
| 李倩   | 雨蝶 | 詳見蜀國 | 詳見蜀國     | 詳見蜀國     |

### 蜀國
| 演員   | 角色     | 介紹 | 結局 | 登場  |
| 待查中 | 一尘大师 | 一尘国师（雨蝶稱） 蜀國國师 捉妖道士 神農觀觀主 蜀國之老臣 雨蝶之老師 蜀王之重臣 劇情發展 為人正直，沉穩內斂，足智多謀，擅長捉妖，又武功高強，是蜀王陛下唯一的重臣。厭惡妖類，因人妖殊途，並反對人跟妖在一起。 |      | 15,24 |
| 李倩   | 雨蝶     | 蜀國公主 曾喜歡無道 蜀王之女 蒼龍之姪女 問天之表妺 丁瑤之表姑子 丁豹之表姑 慕蓮之閏蜜 九鬼之好友 衛遼相親對象 無道之暗戀对象 劇情發展 因為逃婚而私自逃離蜀國，偶然救下受傷的無道，一顆心被無道所迷，無論他是人是妖，都毅然決定追隨於他。性格活潑，敢愛敢恨。后流落民間，偷了富商的錢，被富商叫人活活打死，並富商尚未得知她是蜀國公主及蜀王陛下的女兒，鍾情無道。後來受胡姬和衛遼利用要收集十二顆靈珠，但知道錯了，後改邪歸正。本身中時幽冥一掌，在第25集死去。化成蝴蝶，跟无道一龙一蝶云游四海。 | 離世 |       |

### 鬼族
| 演員   | 角色     | 介紹 | 結局 | 登場   |
| 未登場 | 鬼王     | 鬼族首領 巫山鬼母之上司 時幽冥之競爭對手 与時幽冥不合 已去世 | 已歿 | 未登場 |
| 李依馨 | 巫山鬼母 | 老妖婆（問天稱） 魔族军师 魔道高手 前任鬼族統領兼占星师 巫山鬼洞之主 鬼王之得力助手 時幽冥之謀士兼臥底 劇情發展 道行高深，工於心計，陰狠毒辣。假意投靠時幽冥，被時幽冥封為軍師，目地是替鬼王報仇，潛入魔族做間諜。想利用仙樂扳倒時幽冥，竊取仙樂仙體，把丁瑤的靈魂逼出移至仙樂的身上，反倒被仙樂打死。 | 死亡 | 6-10   |

### 天山
| 演員   | 角色     | 介紹 | 結局   | 登場     |
| 陳佳欣 | 鳳凰公主 | 鳳凰宮宮主 天山之主 天帝之女 守山四神之上司 時幽冥之前利用對象 仙樂、魔音之好友 劇情發展 曾被時幽冥用魂移大法將三魂七魄取出。                                                                                |        | 24,26-30 |
| 宮媛   | 林神     | 鳳凰宮大將 天山神將 守山四神之一 風神之妹 山神、火神之姐姐 天星之母 鳳凰公主之手下 劇情發展 傳統，保守，性情溫和，對鳳凰公主忠心耿耿，被時幽冥打死。                                                         | 死亡   | 24,26-29 |
| 商虹   | 山神     | 鳳凰宮大將 天山神將 守山四神之一 風神、林神之弟弟 火神之哥哥 天星之三舅 鳳凰公主之手下 劇情發展 与无道交手時受了重伤被仙乐所救                                                                               | 救治   | 24,29-30 |
| 待查中 | 風神     | 鳳凰宮大將 天山神將 守山四神之一 林神、山神、火神之哥哥 天星之大舅 鳳凰公主之手下 劇情發展 受了时幽冥的挑拨与问天等人交战时被凤凰公主收去管教。                                                              | 被教訓 | 24,27-28 |
| 待查中 | 火神     | 鳳凰宮大將 天山神將 守山四神之一 風神、山神、林神之弟弟 天星之四舅 鳳凰公主之前手下 時幽冥之手下 劇情發展 受時幽冥利用，在問天和丁瑤上火神門時發現問天是半妖，最後得罪問天反而被問天用氧氣瓶炸死，死有餘辜。 | 炸死   | 24,27-28 |

### 丁家
| 演員   | 角色 | 介紹 | 結局 | 登場 |
| 舒耀宣 | 丁勉 | 考古學家 考古學博士 丁瑤之父 問天之岳父 丁豹之外祖父 林清之老师 劇情發展 性格像老頑童，經常和女兒開些玩笑，個性和藹開朗。不過非常疼愛女兒，很擔心瑤瑤的安危。 |      |      |
| 黃子文 | 林清 | 歷史系學生 丁勉之得力助手 丁瑤之好友 |      |      |

### 上古
| 演員 | 角色     | 介紹                                                     | 結局     | 登場 |
| 鄧英 | 女媧娘娘 | 上古大神 大地之母 女媧廟之主 仙樂、魔音之師傅 蒼龍之好友 | 劇前仙逝 |      |

## 電視劇歌曲
| 曲序 | 曲目                         |        | 作曲          | 演唱          |
| ---- | ---------------------------- | ------ | ------------- | ------------- |
| 1.   | 《愛到萬年》（片頭曲）       | 沈永峰 | 林海、肖山    | 蒲巴甲&劉庭羽 |
| 2.   | 《但願少愛妳一點》（片尾曲） | 娃娃   | John Thompson | 安旭          |

## 收視率
| 播映日期               | 週數     | 平均收視率 | 排名 | 集數  |
| ---------------------- | -------- | ---------- | ---- | ----- |
| 2011年4月25日－4月28日 | 1        | 0.54       | 5    | 01-04 |
| 2011年5月2日－5月5日   | 2        | 0.61       | 5    | 05-08 |
| 2011年5月9日－5月12日  | 3        | 0.61       | 5    | 09-12 |
| 2011年5月16日－5月17日 | 4        | 0.71       | 5    | 13-14 |
| 平均收視               | 平均收視 | 0.62       | -    | -     |

- 同時段節目：
  - 大愛《戀戀情深》
- 由AGB尼爾森調查，調查範圍是四歲以上收看電視之觀眾。 
資料來源：中時娛樂

## 製作團隊
- 編　劇：馬廣源
- 導　演：蔡晶盛
- 製　片：陳春霞
- 製作人：陳春霞
- 製作公司：北京拉風影視投資有限公司（拉风娱乐）
- 拍攝地點：江蘇 無錫影視基地 、蘇州/  浙江 橫店影視城 、臨海
- 联合摄制：江苏省广播电视总台
- 制作发行：拉风娱乐
- 荣誉出品：北京拉风影视投资有限公司, 江西电视台电视剧制作中心
- 电视剧制作许可证：甲第019号
- 电视剧发行许可证：（赣）剧审字（2010）第005号

## 争议
由于剧情与《犬夜叉》有诸多相似之处，相似度達八成以上，故很多犬夜叉迷观众质疑本剧抄袭;角色上，相對於【犬夜叉】之於【問天】，【阿籬/桔梗】之於【丁瑤/仙樂】，【殺生丸】之於【無道】，【奈落】之於【時幽冥】，【珊瑚】之於【慕蓮】，【小玲】之於【雨蝶】，【神樂】之於【胡姬】等。但编剧马广源否认抄袭，称【只是借鉴】了一些《犬夜叉》的元素，导演蔡晶盛则称他并没有看过《犬夜叉》。

## 腳註
1. ↑  穿越剧《灵珠》今晚开播 有观众质疑抄袭《犬夜叉》 （页面存档备份，存于）2011-03-21 扬子晚报

## 相關連結
- 电视剧《灵珠》（页面存档备份，存于）于新浪
- 电视剧《灵珠》（页面存档备份，存于）于网易

## 作品的變遷
| 台視 星期一至星期四20:00~22:00             | 台視 星期一至星期四20:00~22:00                                          | 台視 星期一至星期四20:00~22:00 |
| ------------------------------------------ | ----------------------------------------------------------------------- | ------------------------------ |
|                                            | 女媧傳說之靈珠 （2011.04.25 -2011.05.17 ）                              |                                |
| 春光燦爛豬九妹 （2011.04.04 - 2011.04.21） | 愛上女主播 （2011.05.18 - 2011.06.07） 姊妹 （2011.06.08 - 2011.09.20） |                                |